# US Open 2009

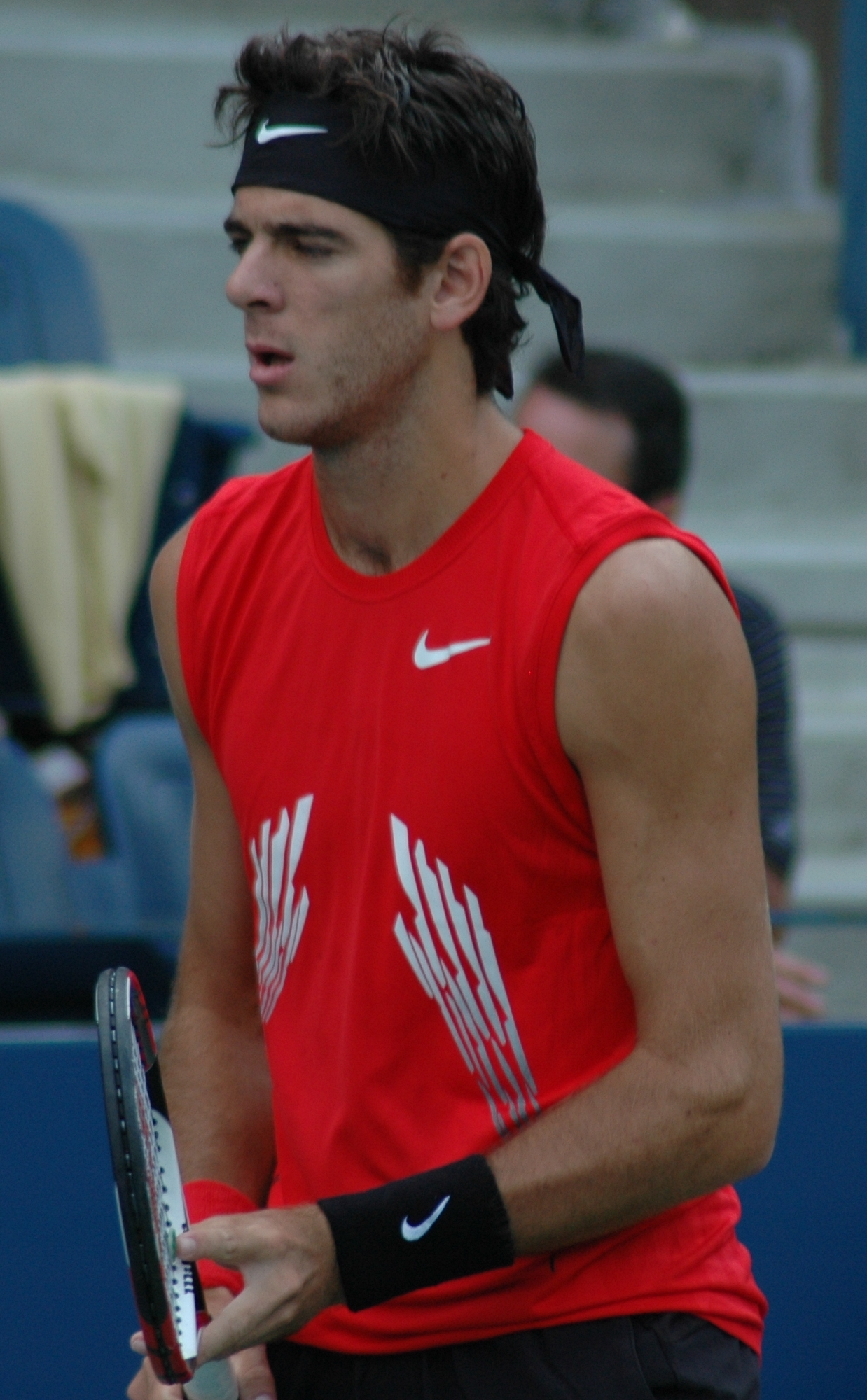
Juan Martín del Potro – vítěz mužské dvouhry.

US Open 2009 byl 128. ročník posledního grandslamového turnaje tenisové sezóny. Uskutečnil se na dvorcích Národního tenisového centra Billie Jean Kingové ve Flushing Meadow (New York, USA), jakožto Mezinárodní tenisové mistrovství USA. Pro tento rok v období mezi 31. srpnem a 13. zářím 2009.
Obhájci vítězství ve dvouhrách byli Švýcar Roger Federer (vítěz posledních pěti ročníků v řadě) a Američanka Serena Williamsová (trojnásobná vítězka). Turnaje se zúčastnila mimo všech současných nejlepších tenistů, také bývalá světová jednička Kim Clijstersová, která se na okruh WTA vrátila po mateřské dovolené. Program 12. hracího dne a část 13. hracího dne byla odložena pro déšť. Finále mužské dvouhry a ženské čtyřhry se tak dohrávalo až v pondělí třetího týdne.

## Vítězové

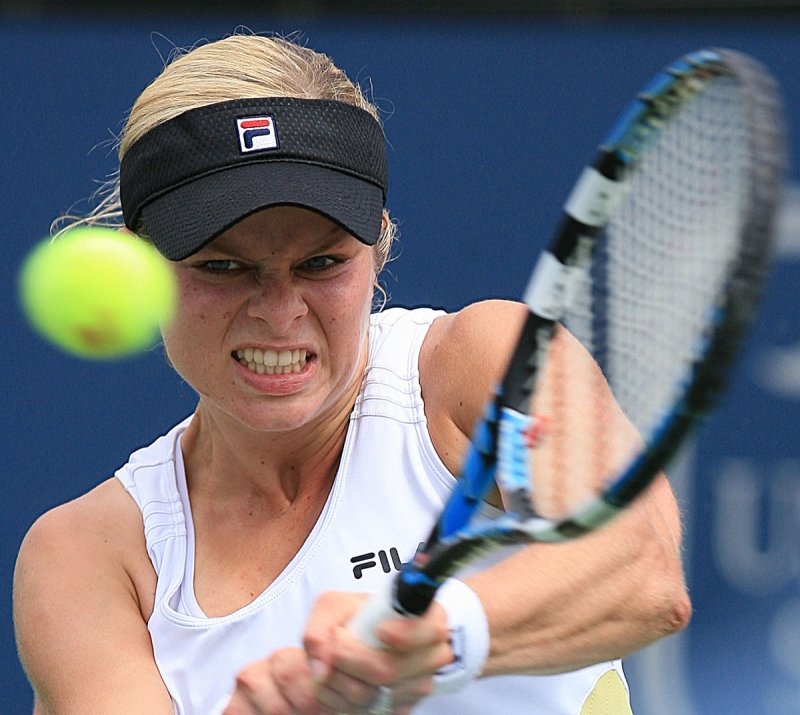
Kim Clijstersová – vítězka ženské dvouhry

V mužské dvouhře získal svůj první grandslamový titul vůbec Argentinec Juan Martín del Potro.
V ženské dvouhře zvítězila Belgičanka Kim Clijstersová, která díky mateřské dovolené nastoupila na divokou kartu. Je to její druhý titul (první získala v roce 2005).
V mužské čtyřhře zvítězil česko-indický pár Lukáš Dlouhý a Leander Paes. Lukáš Dlouhý tady získal titul poprvé, i když byl ve svém třetím finále v řadě; Leander Paes na US Open triumfoval podruhé (poprvé s Martinem Dammem v roce 2006).
V ženské čtyřhře získaly titul sestry Serena a Venus Williamsovy. Jedná se o jejich druhé vítězství (poprvé vyhrály v roce 1999).
Smíšenou čtyřhru překvapivě vyhrál americký pár Carly Gullicksonová a Travis Parrott, který se soutěže zúčastnil jen díky divoké kartě od pořadatelů.

## Zajímavosti
Semifinálový zápas ženské dvouhry mezi Serenou Williamsovou a Kim Clijstersovou provázely vyhrocené momenty. Ve chvíli, kdy Williamsová podávala za stavu 15–30 při poměru gamů 4–6 a 5–6, čárová rozhodčí zahlásila při jejím druhém podání chybu nohou, což automaticky znamenalo dva mečboly pro belgickou soupeřku. Raketou začala rozrušeně gestikulovat směrem k lajnové rozhodčí a sprostě se na ni ohradila: „Přísahám Bohu, že vezmu ten zasranej míček a narvu ho do tvýho zasranýho krku.“ Toto nesportovní chování vyústilo v penalizaci od hlavní rozhodčí zápasu. Ta jí udělila trestný míček – jednalo se o druhý prohřešek, již předtím obdržela varování za hození rakety – a zápas tak skončil bez aktivní dohry na dvorci, výsledkem 6–4, 7–5 pro Clijstersovou. Následující den obdržela nejvyšší možnou pokutu turnaje, a to 10 000 dolarů plus 500 dolarů za hození rakety.
Incident byl poté vyšetřován Grandslamovým výborem. V listopadu 2009 vydal prohlášení, že musí uhradit pokutu ve výši 175 000 dolarů, jinak jí bude zakázán start na příštím US Open nebo jiném grandslamovém turnaji. Začalo ji také běžet dvouleté zkušební období, ve kterém se nesmí během grandslamu dopustit žádného nezdvořilého či agresivního chování, pod hrozbou zákazu startu na nejbližším ročníku US Open. Pokud nebude zaznamenán žádný takový incident ve stanovené lhůtě pokuta se jí sníží na 82 500 dolarů. Hráčka se za své chování nejdříve odmítla omluvit, jak na pozápasové tiskové konferenci, tak v oficiálním prohlášení vydaném následujícího dne. Omluvu čárové rozhodčí vyjádřila až dva dny po zápase. Ze čtyřhry hrané s Venus nebyla diskvalifikována a sesterský pár grandslam vyhrál, třetí ženskou čtyřhru ze čtyř možných v aktuální sezóně a celkově desátý společný titul.
Ve dvou kategoriích, smíšené čtyřhře a ženské dvouhře, zvítězili hráči, kteří do soutěže vstoupili na divokou kartu od pořadatelů. Vítězka dvouhry, Kim Clijstersová, se stala první nenasazenou vítězkou v historii turnaje a první matkou, která vyhrála velký turnaj od Evonne Goolagongové v roce 1980.

## Statistiky
- Nejvíce es:  Roger Federer - 87 /  Serena Williamsová - 38
- Nejrychlejší podání:  Taylor Dent - 236 km/h /  Venus Williamsová - 197 km/h
- Nejvíce dvojchyb:  Fernando Verdasco - 37 /  Dinara Safinová - 35
- Nejlepší procentuální úspěšnost prvního podání:  Iván Navarro - 77 % /  Camille Pinová - 86%
- Nejvíce proměněných brejkbolů:  Juan Martín del Potro - 43 /  Caroline Wozniacká - 36 [6]

## Výsledky českých hráčů – dvouhra

### Muži
| Kolo    | Český hráč          | Soupeř                     | Výsledek                |
| 1. kolo | Jan Hernych         | Rainer Schüttler           | 1–6, 7–6, 6–4, 2–6, 6–3 |
| 2. kolo | Jan Hernych         | Nikolaj Davyděnko (8)      | 4–6, 1–6, 2–6           |
| 1. kolo | Radek Štěpánek (15) | Simone Bolelli             | 6–4, 6–4, 6–4           |
| 2. kolo | Radek Štěpánek      | Leonardo Mayer             | 7–6, 6–3, 6–4           |
| 3. kolo | Radek Štěpánek      | Philipp Kohlschreiber (23) | 4–6, 6–2, 6–3, 6–3      |
| 4. kolo | Radek Štěpánek      | Novak Đoković (4)          | 1–6, 3–6, 3–6           |
| 1. kolo | Tomáš Berdych (17)  | Wayne Odesnik              | 7–5, 6–4, 6–4           |
| 2. kolo | Tomáš Berdych       | Horacio Zeballos (Q)       | 6–3, 6–7, 7–6, 6–2      |
| 3. kolo | Tomáš Berdych       | Fernando González (11)     | 5–7, 4–6, 4–6           |

### Ženy
| Kolo    | Česká hráčka          | Soupeřka                | Výsledek      |
| 1. kolo | B. Záhlavová Strýcová | Marta Domachowska       | 2–6, 6–2, 6–3 |
| 2. kolo | B. Záhlavová Strýcová | Viktoria Azarenková (8) | 2–6, 1–6      |
| 1. kolo | Iveta Benešová        | Matteková-Sandsová      | 3–6, 4–6      |
| 1. kolo | Lucie Hradecká        | J. Vesninová (31)       | 4–6, 6–7      |
| 1. kolo | Petra Kvitová         | A. Klejbanovová (27)    | 6–7, 6–3, 6–2 |
| 2. kolo | Petra Kvitová         | Tathiana Garbinová      | 6–1, 6–3      |
| 3. kolo | Petra Kvitová         | Dinara Safinová (1)     | 6–4, 2–6, 7–6 |
| 4. kolo | Petra Kvitová         | Yanina Wickmayerová     | 6–4, 4–6, 5–7 |
| 1. kolo | Lucie Šafářová        | Patty Schnyderová (19)  | 6–4, 3–6, 6–7 |
| 1. kolo | Eva Hrdinová (Q)      | Julie Coinová           | 3–6, 3–6      |

## Senioři

### Dvouhra mužů
|  | Čtvrtfinále | Čtvrtfinále       | Čtvrtfinále           | Čtvrtfinále           | Čtvrtfinále | Čtvrtfinále | Čtvrtfinále           |              |               | Semifinále | Semifinále | Semifinále | Semifinále | Semifinále | Semifinále | Semifinále |  |  | Finále | Finále        | Finále | Finále | Finále | Finále | Finále |
|  |             |                   |                       |                       |             |             |                       |              |               |            |            |            |            |            |            |            |  |  |        |               |        |        |        |        |        |
|  | 1           | Roger Federer     | 6                     | 6                     | 6           | 7           |                       |              |               |            |            |            |            |            |            |            |  |  |        |               |        |        |        |        |        |
|  | 12          | Robin Söderling   | 0                     | 3                     | 7           | 6           |                       |              |               |            |            |            |            |            |            |            |  |  |        |               |        |        |        |        |        |
|  | 12          | Robin Söderling   | 0                     | 3                     | 7           | 6           |                       | 1            | Roger Federer | 7          | 7          | 7          |            |            |            |            |  |  |        |               |        |        |        |        |        |
|  |             |                   |                       |                       |             |             |                       | 1            | Roger Federer | 7          | 7          | 7          |            |            |            |            |  |  |        |               |        |        |        |        |        |
|  |             | 4                 | Novak Đoković         | 63                    | 5           | 5           |                       |              |               |            |            |            |            |            |            |            |  |  |        |               |        |        |        |        |        |
|  | 4           | 4                 | Novak Đoković         | 63                    | 5           | 5           | Novak Đoković         | 7            | 1             | 7          | 6          |            |            |            |            |            |  |  |        |               |        |        |        |        |        |
|  | 4           |                   |                       |                       |             |             | Novak Đoković         | 7            | 1             | 7          | 6          |            |            |            |            |            |  |  |        |               |        |        |        |        |        |
|  | 10          | Fernando Verdasco | 62                    | 6                     | 5           | 2           |                       |              |               |            |            |            |            |            |            |            |  |  |        |               |        |        |        |        |        |
|  |             |                   |                       |                       |             |             |                       |              |               |            |            |            |            |            |            |            |  |  | 1      | Roger Federer | 6      | 65     | 6      | 64     | 2      |
|  |             |                   | 6                     | Juan Martín del Potro | 3           | 7           | 4                     | 7            | 6             |            |            |            |            |            |            |            |  |  |        |               |        |        |        |        |        |
|  | 11          | Fernando González | 64                    | 62                    | 0           |             |                       |              |               |            |            |            |            |            |            |            |  |  |        |               |        |        |        |        |        |
|  | 3           | Rafael Nadal      | 7                     | 7                     | 6           |             |                       |              |               |            |            |            |            |            |            |            |  |  |        |               |        |        |        |        |        |
|  | 3           | Rafael Nadal      | 7                     | 7                     | 6           |             | 3                     | Rafael Nadal | 2             | 2          | 2          |            |            |            |            |            |  |  |        |               |        |        |        |        |        |
|  |             |                   |                       |                       |             |             |                       | Rafael Nadal | 2             | 2          | 2          |            |            |            |            |            |  |  |        |               |        |        |        |        |        |
|  |             | 6                 | Juan Martín del Potro | 6                     | 6           | 6           |                       |              |               |            |            |            |            |            |            |            |  |  |        |               |        |        |        |        |        |
|  | 6           | 6                 | Juan Martín del Potro | 6                     | 6           | 6           | Juan Martín del Potro | 4            | 6             | 6          | 6          |            |            |            |            |            |  |  |        |               |        |        |        |        |        |
|  | 6           |                   |                       |                       |             |             | Juan Martín del Potro | 4            | 6             | 6          | 6          |            |            |            |            |            |  |  |        |               |        |        |        |        |        |
|  | 16          | Marin Čilić       | 6                     | 3                     | 2           | 1           |                       |              |               |            |            |            |            |            |            |            |  |  |        |               |        |        |        |        |        |

### Dvouhra žen
|  | Čtvrtfinále | Čtvrtfinále        | Čtvrtfinále        | Čtvrtfinále | Čtvrtfinále |                    |                  | Semifinále | Semifinále | Semifinále | Semifinále | Semifinále |                    |   | Finále | Finále | Finále | Finále | Finále |
|  |             |                    |                    |             |             |                    |                  |            |            |            |            |            |                    |   |        |        |        |        |        |
|  |             | Y. Wickmayerová    | 7                  | 6           |             |                    |                  |            |            |            |            |            |                    |   |        |        |        |        |        |
|  |             | K. Bondarenková    | 5                  | 4           |             |                    |                  |            |            |            |            |            |                    |   |        |        |        |        |        |
|  |             | K. Bondarenková    | 5                  | 4           |             | Y. Wickmayerová    | 3                | 3          |            |            |            |            |                    |   |        |        |        |        |        |
|  |             |                    |                    |             |             |                    | 3                | 3          |            |            |            |            |                    |   |        |        |        |        |        |
|  |             | 9                  | Caroline Wozniacká | 6           | 6           |                    |                  |            |            |            |            |            |                    |   |        |        |        |        |        |
|  |             | 9                  | Caroline Wozniacká | 6           | 6           | Melanie Oudinová   | 2                | 2          |            |            |            |            |                    |   |        |        |        |        |        |
|  |             |                    |                    |             |             | Melanie Oudinová   | 2                | 2          |            |            |            |            |                    |   |        |        |        |        |        |
|  | 9           | Caroline Wozniacká | 6                  | 6           |             |                    |                  |            |            |            |            |            |                    |   |        |        |        |        |        |
|  | 9           | Caroline Wozniacká | 6                  | 6           |             |                    |                  |            |            |            |            | 9          | Caroline Wozniacká | 5 | 3      |        |        |        |        |
|  |             |                    |                    |             |             |                    |                  |            |            |            |            |            |                    | 5 | 3      |        |        |        |        |
|  |             | WC                 | Kim Clijstersová   | 7           | 6           |                    |                  |            |            |            |            |            |                    |   |        |        |        |        |        |
|  | 18          | WC                 | Kim Clijstersová   | 7           | 6           | Li Na              | 2                | 4          |            |            |            |            |                    |   |        |        |        |        |        |
|  | 18          |                    |                    |             |             | Li Na              | 2                | 4          |            |            |            |            |                    |   |        |        |        |        |        |
|  | WC          | Kim Clijstersová   | 6                  | 6           |             |                    |                  |            |            |            |            |            |                    |   |        |        |        |        |        |
|  | WC          | Kim Clijstersová   | 6                  | 6           |             | WC                 | Kim Clijstersová | 6          | 7          |            |            |            |                    |   |        |        |        |        |        |
|  |             |                    |                    |             |             |                    | Kim Clijstersová | 6          | 7          |            |            |            |                    |   |        |        |        |        |        |
|  |             | 2                  | Serena Williamsová | 4           | 5           |                    |                  |            |            |            |            |            |                    |   |        |        |        |        |        |
|  | 10          | 2                  | Serena Williamsová | 4           | 5           | Flavia Pennettaová | 4                | 3          |            |            |            |            |                    |   |        |        |        |        |        |
|  | 10          |                    |                    |             |             | Flavia Pennettaová | 4                | 3          |            |            |            |            |                    |   |        |        |        |        |        |
|  | 2           | Serena Williamsová | 6                  | 6           |             |                    |                  |            |            |            |            |            |                    |   |        |        |        |        |        |

### Čtyřhra mužů
|  | Čtvrtfinále | Čtvrtfinále                  | Čtvrtfinále                  | Čtvrtfinále | Čtvrtfinále |                     |                              | Semifinále                   | Semifinále | Semifinále | Semifinále | Semifinále |   |                           | Finále | Finále | Finále | Finále | Finále |
|  |             |                              |                              |             |             |                     |                              |                              |            |            |            |            |   |                           |        |        |        |        |        |
|  | 1           | Bob Bryan Mike Bryan         | 6                            | 7           |             |                     |                              |                              |            |            |            |            |   |                           |        |        |        |        |        |
|  | ALT         | Carsten Ball Chris Guccione  | 4                            | 62          |             |                     |                              |                              |            |            |            |            |   |                           |        |        |        |        |        |
|  | ALT         | Carsten Ball Chris Guccione  | 4                            | 62          |             | 1                   | Bob Bryan Mike Bryan         | 4                            | 6          | 6          |            |            |   |                           |        |        |        |        |        |
|  |             |                              |                              |             |             |                     | Bob Bryan Mike Bryan         | 4                            | 6          | 6          |            |            |   |                           |        |        |        |        |        |
|  |             | 4                            | Lukáš Dlouhý Leander Paes    | 6           | 3           | 7                   |                              |                              |            |            |            |            |   |                           |        |        |        |        |        |
|  | 4           | 4                            | Lukáš Dlouhý Leander Paes    | 6           | 3           | 7                   | Lukáš Dlouhý Leander Paes    | 6                            | 5          | 6          |            |            |   |                           |        |        |        |        |        |
|  | 4           |                              |                              |             |             |                     | Lukáš Dlouhý Leander Paes    | 6                            | 5          | 6          |            |            |   |                           |        |        |        |        |        |
|  | 7           | Wesley Moodie Dick Norman    | 3                            | 7           | 4           |                     |                              |                              |            |            |            |            |   |                           |        |        |        |        |        |
|  | 7           | Wesley Moodie Dick Norman    | 3                            | 7           | 4           |                     |                              |                              |            |            |            |            | 4 | Lukáš Dlouhý Leander Paes | 3      | 6      | 6      |        |        |
|  |             |                              |                              |             |             |                     |                              |                              |            |            |            |            |   | Lukáš Dlouhý Leander Paes | 3      | 6      | 6      |        |        |
|  |             | 3                            | Mahesh Bhupathi Mark Knowles | 6           | 3           | 2                   |                              |                              |            |            |            |            |   |                           |        |        |        |        |        |
|  |             | 3                            | Mahesh Bhupathi Mark Knowles | 6           | 3           | 2                   | Ivan Ljubičić Michaël Llodra | 4                            | 6          | 64         |            |            |   |                           |        |        |        |        |        |
|  |             |                              |                              |             |             |                     | Ivan Ljubičić Michaël Llodra | 4                            | 6          | 64         |            |            |   |                           |        |        |        |        |        |
|  | 3           | Mahesh Bhupathi Mark Knowles | 6                            | 4           | 7           |                     |                              |                              |            |            |            |            |   |                           |        |        |        |        |        |
|  | 3           | Mahesh Bhupathi Mark Knowles | 6                            | 4           | 7           |                     | 3                            | Mahesh Bhupathi Mark Knowles | 6          | 6          |            |            |   |                           |        |        |        |        |        |
|  |             |                              |                              |             |             |                     | 3                            | Mahesh Bhupathi Mark Knowles | 6          | 6          |            |            |   |                           |        |        |        |        |        |
|  |             | 5                            | Max Mirnyj Andy Ram          | 4           | 2           |                     |                              |                              |            |            |            |            |   |                           |        |        |        |        |        |
|  | 5           | 5                            | Max Mirnyj Andy Ram          | 4           | 2           | Max Mirnyj Andy Ram | 64                           | 6                            | 6          |            |            |            |   |                           |        |        |        |        |        |
|  | 5           |                              |                              |             |             | Max Mirnyj Andy Ram | 64                           | 6                            | 6          |            |            |            |   |                           |        |        |        |        |        |
|  | 2           | Daniel Nestor Nenad Zimonjić | 7                            | 4           | 0           |                     |                              |                              |            |            |            |            |   |                           |        |        |        |        |        |

## Junioři

### Dvouhra juniorů
| Vítěz         | Finalista      | Výsledek |
| Bernard Tomic | Chase Buchanan | 6-1, 6-3 |

### Dvouhra juniorek
| Vítězka           | Finalistka    | Výsledek |
| Heather Watsonová | Jana Bučinová | 6-4, 6-1 |

### Čtyřhra juniorů
| Vítězové                             | Finalisté                  | Výsledek          |
| Marton Fucsovics / Čcheng-pcheng Sie | Julien Obry / Adrien Puget | 7-6(5), 5-7, 10-1 |

### Čtyřhra juniorek
| Vítězky                                | Finalistky                             | Výsledek       |
| Valerija Solovjovová / Maryna Zaněvská | Elena Bogdanová / N. Lertcheewakarnová | 1-6, 6-3, 10-7 |

## Vozíčkáři

### Mužská dvouhra
Shingo Kunieda -  Maikel Scheffers, 6-0, 6-0

### Ženská dvouhra
Esther Vergeerová -  Korie Homanová, 6-0, 6-0

### Mužská čtyřhra
Stephane Houdet /  Stefan Olsson -  Maikel Scheffers /  Ronald Vink, 6-4, 4-6, 6-4

### Ženská čtyřhra
Korie Homanová /  Esther Vergeerová -  Daniela Di Torová /  Florence Gravellierová, 6-2, 6-2

## Hráč dne
Vyhlašován pořadatelem US Open.
- 1. den:  Kim Clijstersová, za vítězný návrat na grandslamové dvorce a vítězství osmi zápasů na US Open v řadě.[7]
- 2. den:  Jesse Witten, za výhru nad 29. nasazeným  Igorem Andrejevem 6-4, 6-0, 6-2 na svém prvním grandslamu ve věku 26 let a 276. místě na žebříčku.[8]
- 3. den:  Flavia Pennettaová, za její výsledky v létě na okruhu WTA, které jí posunuly jako první Italku do TOP TEN žebříčku WTA a výhru nad  Saniou Mirzaovou 6-0, 6-0, což byl pro ní třetí set 6-0 v řadě.[9]
- 4. den:  Melanie Oudinová, 70. hráčka žebříčku, za vyřazení jedné z favoritek 4. nasazené Rusky  Jeleny Dementěvové.[10]
- 5. den:  Francesca Schiavoneová, za výhru nad 8. nasazenou Běloruskou  Viktorií Azarenkovou.[11]
- 6. den:  Melanie Oudinová, za výhru nad bývalou světovou jedničkou a 29. nasazenou  Marií Šarapovovou.[12]
- 7. den:  Jo-Wilfried Tsonga, za výhry v prvních třech kolech, kde neztratil jako jeden ze dvou deseti nejvýše nasazených. Poslední výhra mu zajistila postup do osmifinále, kam se probojoval na všech letošních grandslamech.[13]
- 8. den:  Kateryna Bondarenková, za výhru nad  Giselou Dulkovou ve 47 minutách s výsledkem 6-0, 6-0 a postup do čtvrtfinále svého prvního grandslamu.[14]
- 9. den:  Marin Čilić, za výhru nad 2. hráčem světa  Andy Murraym ve třech setech.[15]
- 10. den:  Yanina Wickmayerová, za výhru nad  Katerynou Bondarenkovou ve dvou setech, stala se tak druhou Belgičankou v semifinále turnaje.[16]
- 11. den:  Juan Martín del Potro, za výhru nad  Marinem Čilićem a svůj první postup do semifinále grandslamu.[17]
- 12. den: Neodehrán žádný zápas pro déšť.
- 13. den:  Caroline Wozniacká, za semifinálovou výhru nad  Yaninou Wickmayerovou 6-3, 6-3, čímž se stala historicky prvním Dánem, který postoupil do finále grandslamu v otevřené éře.[18]
- 14. den:  Roger Federer, za vyřazení  Novaka Djokoviče v semifinále 7-6(3), 7-5, 7-5, čímž dosáhl svého 21. finále na grandslamu a 6. finále na US Open v řadě.[19]
- 15. den:  Juan Martín del Potro, za první grandslamový titul a ukončení série pěti titulů v řadě Švýcara  Rogera Federera.[20]

## Rozpočet turnaje
Přesné finanční částky a body do žebříčků jsou uvedeny v jednotlivých článcích: mužská dvouhra, ženská dvouhra, mužská čtyřhra, ženská čtyřhra a smíšená čtyřhra.
| Kategorie                 | Částka      |
| ------------------------- | ----------- |
| Celkový rozpočet          | $21,664,000 |
| Vítěz mužské dvouhry      | $1,600,000  |
| Finalista mužské dvouhry  | $800,000    |
| Vítězka ženské dvouhry    | $1,600,000  |
| Finalistka ženské dvouhry | $800,000    |
| Vítězové mužské čtyřhry   | $420,000    |
| Finalisté mužské čtyřhry  | $210,000    |
| Vítězky ženské čtyřhry    | $420,000    |
| Finalistky ženské čtyřhry | $210,000    |
| Vítězové smíšené čtyřhry  | $150,000    |
| Finalisté smíšené čtyřhry | $70,000     |

## Kvalifikanti
Zde jsou uvedeni kvalifikanti, kteří se do hlavní soutěže probojovali z kvalifikace:
| 1. Carsten Ball 2. Thomaz Bellucci 3. Michael Berrer 4. Juan Pablo Brzezicki 5. Marco Chiudinelli 6. Somdev Devvarman 7. Alejandro Falla 8. Marsel İlhan 9. Dieter Kindlmann 10. Giovanni Lapentti 11. Josselin Ouanna 12. Peter Polansky 13. Jesse Witten 14. Michael Yani 15. Donald Young 16. Horacio Zeballos | 1. Monique Adamczaková 2. Kchaj-čcheng Čchangová 3. Marta Domachowska 4. Carly Gullicksonová 5. Eva Hrdinová 6. Angelique Kerberová 7. Maria Korytcevová 8. Vesna Manasijevová 9. Petra Martićová 10. Yvonne Meusburgerová 11. Shenay Perryová 12. Camille Pinová 13. Anastasia Rodionovová 14. Yurika Semaová 15. Valérie Tétreaultová 16. Barbora Záhlavová-Strýcová |

Tito hráči jsou tzv. šťastní poražení (lucky losers), kteří získali účast v hlavním turnaji mužské dvouhry:

1. Peter Luczak
2. Rui Machado

## Hráči - udělení divokých karet (WC)
Zde jsou uvedeni hráči, kteří obdrželi od turnaje divokou kartu (Wild Card, /WC/) s právem účastnit se příslušné soutěže, tj. přímo hlavního turnaje nebo kvalifikace na tento turnaj.
| 1. Devin Britton 2. Chase Buchanan 3. Taylor Dent 4. Brendan Evans 5. Chris Guccione 6. Jesse Levine 7. Michael Llodra 8. Ryan Sweeting | 1. Gail Brodskyová 2. Mallory Cecilová 3. Kim Clijstersová (vítězka, poprvé v historii US Open) 4. Alexa Glatchová 5. Vania Kingová 6. Christina McHaleová 7. Kristina Mladenovicová 8. Olivia Rogowska |

| 1. Jordan Cox 2. Alexander Domijan 3. Ryan Harrison 4. Ryan Lipman 5. Michael McClune 6. Tennys Sandgren 7. Tim Smyczek 8. Blake Strode 9. Michael Venus | 1. Kristie Ahnová 2. Lauren Embreeová 3. Irina Falconiová 4. Nicole Gibbsová 5. Asia Muhammadová 6. Alison Riskeová 7. Laura Robsonová 8. Sloane Stephensová 9. Coco Vandewegheová |

## Média přenášející turnaj
| Stát           | Stanice                                |
| -------------- | -------------------------------------- |
| Spojené státy  | CBS ESPN2 Tennis Channel               |
| Kanada         | TSN TSN HD TSN2                        |
| Velká Británie | Sky Sports 2 Sky Sports Xtra Eurosport |
| Německo        | Eurosport                              |
| Maďarsko       | Eurosport                              |
| Španělsko      | Digital + Antena 3                     |
| Indie          | Ten Sports                             |
| Pákistán       | Ten Sports                             |
| Japonsko       | WOWOW                                  |